# Poplar Forest
Poplar Forest es una plantación y una casa de plantación en Forest, condado de Bedford, en el estado de Virginia (Estados Unidos). Thomas Jefferson diseñó la casa y usó la propiedad como un refugio privado y una fuente de ingresos. La heredó en propiedad en 1773 y comenzó a diseñar y trabajar en la plantación en 1806. Si bien Jefferson es la persona más famosa asociada con la propiedad, tuvo varios propietarios antes de ser comprada para su restauración, preservación y exhibición en 1984.
Poplar Forest fue designado como Monumento Histórico Nacional en 1971 y actualmente es operado como una casa museo histórica. La Corporación también es responsable del estudio arqueológico y el trabajo de restauración en curso en la propiedad.

## Historia
El terreno sobre el que se construyó Poplar Forest muestra evidencia arqueológica de haber sido poblado por pueblos nativos desde el período Paleoindio hasta el periodo silvícola. El sitio de 1618 hectáreas fue definido legalmente por una patente de 1745 en la que William Stith (un ministro colonial y plantador) asumió la propiedad, pero no vivió en la tierra. Pasó la propiedad a su hija Elizabeth Pasteur y a su primo Peter Randolph, quienes fueron sus dueños hasta 1764. John Wayles compró la propiedad entonces y poco a poco añadió 819 acres adicionales antes de 1770; fue el primer propietario en utilizar mano de obra esclava. Al igual que Stith, Wayles no vivía en la propiedad debido a su carrera como abogado y empresario en el condado de Charles City.

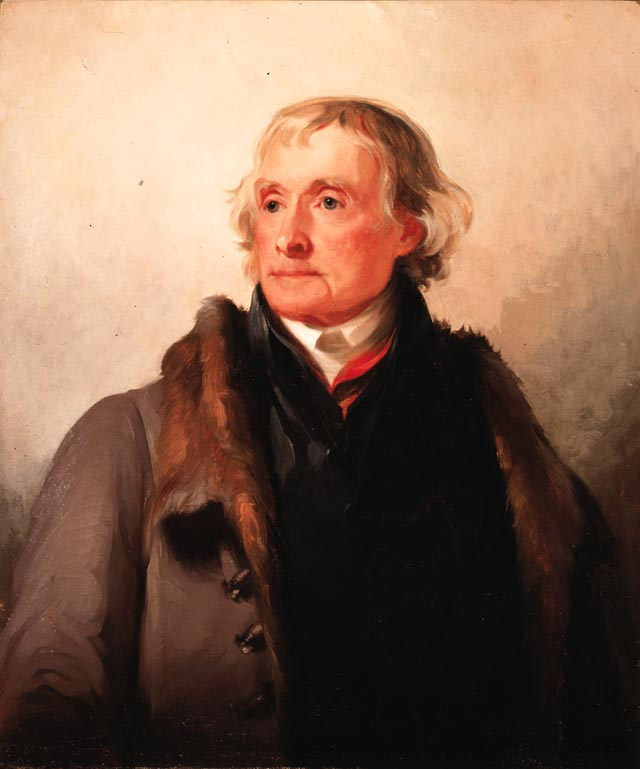
Thomas Jefferson por Thomas Sully, 1821. Este retrato se considera una representación veraz de la apariencia de Jefferson durante el tiempo en que se diseñó y construyó Poplar Forest.

La hija de Wayles, Martha Wayles Skelton, estaba casada con Thomas Jefferson, y la pareja heredó las 1950 hectáreas completas cuando Wayles murió en 1773. Los Jefferson no continuaron desarrollando de inmediato Poplar Forest, ni eran visitantes frecuentes; su enfoque estaba en desarrollar Monticello, la carrera política y legal de Thomas, y en criar a su familia. Martha Jefferson murió en 1782, y Thomas pasó un tiempo fuera de Virginia en el servicio público después de su muerte, sirviendo como embajador en Francia, secretario de Estado, vicepresidente y presidente. Incluso en ausencia de Jefferson, la plantación continuaba generando ingresos a partir del trabajo esclavo bajo la supervisión de un mayordomo general y un equipo de supervisores; la mano de obra esclava en Poplar Forest produjo cosechas anuales de tabaco y trigo después de 1790.
Jefferson realizó visitas anuales a Poplar Forest a partir de 1810 y hasta 1823; diseñó la propiedad como retiro de su finca más grande en Monticello. La casa de retiro se completó en 1816 y sus visitas iban desde unos pocos días hasta estancias de una semana. Con frecuencia traía a sus nietas Ellen y Cornelia Jefferson Randolph a la casa después de que se completó en 1816, y siempre viajaba a Poplar Forest con un pequeño grupo de hombres y mujeres esclavos que tenían su base en Monticello. Jefferson mantuvo la propiedad exclusiva de la propiedad y los esclavos hasta 1790, cuando entregó 404 ha y seis familias de esclavos a su hija Martha y su esposo Thomas Mann Randolph, Jr. Más tarde, Randolph dividiría y vendería el resto de las propiedades de Jefferson; también vendió muchos de los esclavos de Jefferson para pagar deudas.
Cerca del final de su vida, Jefferson buscó encontrar residentes permanentes para la propiedad, y su nieto Francis W. Eppes y su esposa Mary Elizabeth se mudaron a Poplar Forest poco después de su matrimonio en 1823. Jefferson murió en 1826 e hizo su última visita a Poplar Forest en 1823. Los Eppes vendieron Poplar Forest en noviembre de 1828 a William Cobbs; Cobbs asignó la tarea de administrar la propiedad a su yerno Edward Hutter en 1840 luego de su matrimonio con la hija de Cobb, Emma. Este período entre 1745 y 1840 en el que Poplar Forest se vendió muchas veces en rápida sucesión significó que muchos hombres, mujeres y niños esclavos fueron separados de sus familias mientras los propietarios liquidaban las deudas de sus predecesores. Las familias Cobbs y Hutter mantuvieron la propiedad de Poplar Forest hasta el siglo XX. Christian Hutter compró la propiedad a fines del siglo XIX y la utilizó como casa de verano y granja de trabajo hasta la década de 1940 utilizando mano de obra de granjeros y granjeros arrendatarios contratados blancos y negros.
Christian Hutter vendió la propiedad a la familia de James Watts en 1946; la familia Watts operó Poplar Forest como una granja lechera y trabajó con Phelps Barnum y W. Stuart Thompson para restaurar la casa a la forma en que parecía durante la época de Jefferson. También hicieron un importante desarrollo paisajístico y vendieron la mayor parte del terreno restante a un desarrollador que construyó un campo de golf de nueve hoyos y un lago artificial a lo largo de la parte este y sur de la propiedad.
James Johnson compró la casa y 20,2 ha de tierra a la familia Watts en 1980; la Corporación sin fines de lucro para Poplar Forest de Jefferson compró la superficie y las estructuras físicas restantes en la propiedad en 1984. La organización trabajó para volver a adquirir tierras dentro de los límites de la plantación original y, a partir de 2008, poseía 250 ha de la propiedad original.

## Diseño

Plano octogonal de Poplar Forest.

Cuando comenzó la construcción en Poplar Forest en 1806, Jefferson todavía era presidente de Estados Unidos y supervisó la construcción desde Washington D. C. Jefferson fue un arquitecto autodidacta conocido por su trabajo en Monticello y el Capitolio de Virginia; con frecuencia tomaba prestados diseños de fuentes clásicas y se sintió atraído por la arquitectura neoclásica de Andrea Palladio en Roma, así como por los diseños de la Francia del siglo XVI. Jefferson diseñó Poplar Forest como su casa de retiro personal y seleccionó la propiedad debido a su distancia de su vida pública.
La casa octogonal puede haber sido la primera de este tipo que se construyó en Estados Unidos. Está hecha de ladrillo y consta de un espacio cuadrado central y tres lados hechos de cuartos octógonos alargados. Hay un pasillo de entrada en el lado restante de la casa, que son dos habitaciones más pequeñas divididas por un pasillo de entrada corto. Hay un tragaluz en el comedor central cuyas dimensiones son 50 x 50 x 50 cm, lo que lo convierte en un cubo perfecto. Jefferson también eligió agregar pórticos con frontones en arcadas bajas que se unieron a las fachadas norte y sur, así como a las escaleras este y oeste. Los estudiosos coinciden en que Poplar Forest es un excelente ejemplo de simetría octogonal. El diseño de Jefferson para refleja un enfoque geométrico consistente que probablemente fue posible gracias a su bien conocido dominio del álgebra, geometría, trigonometría y cálculo newtoniano. 

## Modificaciones y preservación tras Jefferson
Por diferentes propietarios, la casa principal sufrió muchas modificaciones y la superficie de la plantación se redujo gradualmente a 20 ha en el momento de la adquisición por parte de la Corporación para Poplar Forest de Jefferson. Hubo un incendio en 1845; las familias Cobbs y Hutter optaron por reconstruir al estilo neogriego y agregar un piso en el ático para dormir; esto modificó el plan interior de la casa. Las paredes, la chimenea y las columnas originales se mantuvieron después de la renovación.
La Corporación para Poplar Forest de Jefferson empleó materiales de construcción de principios del siglo XIX, incluida la construcción de marcos de madera pesada, cordón de cáñamo, herrajes de hierro de Colonial Williamsburg, así como técnicas de construcción del siglo XIX en su trabajo de restauración, incluida la representación de columnas y la quema de piedra caliza para producir mortero de cal y yeso. El objetivo de las restauraciones es restaurar Poplar Forest a la visión arquitectónica original de Jefferson.

## Esclavitud
Los esclavos estuvieron presentes en la propiedad desde 1766 hasta 1865, cuando se abolió formalmente la esclavitud en Estados Unidos. El conocimiento actual de las poblaciones de esclavos y sus contribuciones a Poplar Forest se basa en evidencia tanto arqueológica como de archivo. John Wayles utilizó mano de obra esclava para desarrollar originalmente las obras viales en la propiedad, y cuando Thomas y Martha Jefferson heredaron la tierra que incluía Poplar Forest de Wayles, también heredaron 135 hombres, mujeres y niños esclavos, así como otras extensiones de tierra en Amherst y los Condados de Cumberland, Charles City, Goochland y Powhatan. Como Wayles decidió dividir su patrimonio entre varios herederos, las familias de esclavos fueron separadas para que sus herederos pagaran sus deudas. 
A medida que Jefferson prestó más atención a Poplar Forest, trajo esclavos de Monticello, Elk Hill, Indian Camp y Judith's Creek, aumentando así la población de esclavos en Poplar Forest. Jefferson mantuvo registros consistentes de los esclavos que vivían en Poplar Forest; Estos registros muestran que la población de esclavos fluctuó entre tan solo 28 y hasta 95 esclavos individuales que trabajaban en Poplar Forest entre los años 1774 y 1819. Como participante activo en el comercio de esclavos, Jefferson vendió y compró esclavos durante el tiempo que fue dueño de Poplar Forest, incluida una venta de 40 esclavos de sus diversas propiedades en el condado de Bedford, VA en la década de 1790. Los Eppes heredaron la casa, aproximadamente 1.075 acres de tierra y varios hombres y mujeres esclavos después de la muerte de Jefferson en 1826. Las familias Cobbs y Hutter también utilizaron mano de obra esclava en la propiedad hasta la emancipación y luego mantuvieron a algunos antiguos esclavos como trabajadores contratados.

### Plantación y economía esclavista
El trabajo esclavo fue vital para el éxito económico de Poplar Forest. A partir de 1790, los esclavos de la propiedad inicialmente cultivaron tabaco y ganado con fines de lucro, y luego comenzaron a cultivar trigo. Los registros de la tenencia de Edward Hutter en Poplar Forest muestran que a los esclavos se les asignaba regularmente la tarea de labrar campos y cavar zanjas, además de su trabajo de cultivo y cosecha de plantas para venderlas en el mercado. Los esclavos trabajaban seis días a la semana y también eran responsables de construir y mantener sus propias viviendas. Los estudiosos han determinado que la comunidad esclava de Poplar Forest ideó un sistema de comercio entre ellos; a los esclavos se les permitía una pequeña parcela de tierra en la que cultivar alimentos y producir bienes que podían comerciar o vender a otros esclavos, así como a las familias de los propietarios y al mercado exterior. Los arqueólogos de Poplar Forest han descubierto accesorios de ropa como botones, cuentas de vidrio, cadenas doradas, puntas de encaje y hebillas de fantasía que probablemente se usaron como moneda entre los esclavos en Poplar Forest y las plantaciones circundantes.
Documentos del siglo XIX muestran que la transición de la agricultura basada en el tabaco a la plantación de cultivos mixtos dejó Polar Forest con sobreabundancia de trabajadores; William Cobbs, en particular, es conocido por haber alquilado esclavos de la plantación para proyectos externos. Se sabe que otros esclavos individuales (incluidas dos mujeres llamadas Lucy y Matilda) tuvieron acceso a dinero durante este tiempo para poder comprar artículos en nombre de las familias Cobbs/Hutter. Edward Hutter alquilaba regularmente esclavos de Poplar Forest a empresas y plantadores en el condado de Bedford.

### Redes familiares
Los registros muestran que en la década de 1790, había siete familias de esclavos diferentes representadas en Poplar Forest. Jefferson alentó las uniones de hecho entre los esclavos y registró las fechas de nacimiento de cada esclavo nacido en la propiedad. También recompensaba con una olla a las mujeres que se casaban con un compañero esclavo de Poplar Forest; Los arqueólogos han encontrado restos de estos dones en estudios arqueológicos de la propiedad. Jefferson mantuvo registros de las conexiones familiares; los registros supervivientes han permitido a los estudiosos concluir que varias generaciones de familias fueron esclavizadas en Poplar Forest y tenían parientes esparcidos por otras plantaciones en Virginia. William y Marian Cobbs heredaron una familia de esclavos que incluía a Mary y sus hijas Lucy y Matilda (que se registra que trabajaron como sirvientas), así como otros hermanos y miembros de la familia extendida.
Ha habido varias excavaciones arqueológicas en Poplar Forest. El descubrimiento accidental en 1993 de restos de edificios utilizados por los esclavos afroamericanos cuando los miembros del personal estaban revisando el suelo en busca de objetos de importancia histórica antes de plantar árboles despertó el interés de los académicos en excavar la propiedad. Las excavaciones iniciales revelaron que el terreno en la ladera al este había sido cultivado; este descubrimiento llevó al descubrimiento de un pequeño sótano de una estructura que data de la época de Jefferson en la propiedad. 

## En la actualidad
La Corporación para Poplar Forest de Thomas Jefferson ha estado a cargo de la propiedad desde 1984, cuando la organización 501 (c) (3) compró 50 acres de tierra y los edificios originales con el objetivo de preservar la propiedad para el beneficio educativo del público. Actualmente, la Corporación opera Poplar Forest como una casa museo histórica y cita que su misión consiste tanto en preservar el retiro personal de Thomas Jefferson como en inspirar a los visitantes a explorar el legado de Jefferson.
Poplar Forest dio la bienvenida a los visitantes por primera vez en 1986, y actualmente realiza visitas guiadas temáticamente dedicadas a la casa de retiro principal y la comunidad esclava, además de su trabajo arqueológico y de restauración en curso. La propiedad es un Monumento Histórico Nacional y está designada como un sitio de Senderos Históricos de Virginia como parte de la Conmemoración de Virginia 2019.